# Орбелиани, Тамаз Мамукович
Тамаз (Фома́) Мамукович Орбелиа́ни (Орбелианов) (1769 — 12 июля 1815) — князь, российский генерал. Участник кавказских войн и Русско-турецкой войны (1806—1812).

## Биография
Происходил из старинного княжеского рода. Его отцом был князь Мамука, сын князя Димитрия Орбелиани и царевны Анны, дочери царя Теймураза II.
До присоединения Картли-Кахетинского царства к России, занимал наследственную должность эшикагабаши — главы исполнительного аппарата (обер-церемониймейстера) и моурава Демурчасала. В 1809 году взял город Поти. В 1812 году пожалован в генерал-майоры.
В декабре 1810 года, участвуя в походе на Ахалцихе совместно с генералом А. Тормасовым, после десятидневной осады был вынужден отступить в Боржомское ущелье, где его бойцами были обнаружены боржомские минеральные источники.

## Награды
- Орден Святой Анны 1-й ст.
- Орден Святого Владимира 3-й ст.

## Семья
Был женат на княжне Кетеван Давидовне Кобулашвили (? — 1852). В этом браке родились четыре сына и три дочери, в том числе :
- Дмитрий Тамазович (1797—1868) генерал-лейтенант
- Мамука (Макар) Тамазович (1800—1871) генерал-майор
- Иван Тамазович (1809—1866) — генерал-майор